# Antonio Maria Dal Sole
Antonio Maria Dal Sole (Bologna, 1606 – Bologna, 1677) è stato un pittore italiano.

## Biografia
Le notizie sulla sua vita sono scarsissime. Allievo di Francesco Albani, affidò il figlio Giovan Gioseffo alla bottega dell'amico pittore Domenico Maria Canuti.
Poche anche le notizie sulla sua attività: in due manoscritti inediti del Settecento, Marcello Oretti riferisce di quadri di paesaggi in varie case di Bologna,  erano «due paesi di Antonio Dal Sole», mentre «in casa Marescotti in Strada Maggiore quattro gran quadri con paesi [...] in casa Angelelli di Strada Maggiore una loggetta vi sono bellissimi paesi dipinti a fresco. In casa di Antonio Bianchini Muratore sono sei gran Paesi»,  ma nessuno di questi dipinti è stato rintracciato. 